# Razvrtanje
Razvrtanje je postupak fine (završne) strojne obrade cilindrične rupe. Točnost dimenzije, geometrijski oblik i hrapavost površine koja se dobije nakon obrade bušenjem ne zadovoljava u većini slučajeva. Razvrtalo je rezni alati koji se upotrebljava za završnu obradu rupe i služe za finu obradu već postojećih rupa, to jest za dotjerivanje glatkoće površine i postizanje veće točnosti izbušenih rupa (dosjed).
Razvrtanje se izvodi se na alatnim strojevima, pretežno bušilicama, pri čemu je glavno gibanje kružno kontinuirano, a posmično gibanje (posmak) pravolinijsko kontinuirano. Oba gibanja izvode se istodobno. Alat za razvrtanje je razvrtalo, definirane geometrije reznog dijela, sa spiralnim ili ravnim žlijebom. Razvrtala su rezni alati koji se upotrebljavaju za završnu obradu provrta i služe za finu obradu već postojećih provrta. Najčešća tolerancija koja se može postići je H7.
Razvrtala služe za dotjerivanje glatkoće površina i postizavanje većih točnosti izbušenih rupa. Radi se uvijek o skidanju relativno plitkih slojeva, možda samo od nekoliko stotinki milimetra pa najviše do nekoliko desetinki milimetra. Brzine rezanja su također relativno malene te se kreću i za brzorezna razvrtala u granicama od 4 do 10 m/min za rezanje u čeličnim materijalima.

## Razvrtalo
Razvrtalo skida relativno mali sloj materijala s relativno malom brzinom obrade. Alat postupno uzdužno (aksijalno) ulazi u rupu. Razvrtalo obrađuje samo prednjim konusnim (stožastim) dijelom, dok cilindrični dio služi kao vodilica i za zaglađivanje rupa. Duljina konusnog dijela ovisi o vrsti obrađivanog metala. Veća duljina konusnog dijela daje ljepšu i čišću obrađenu površinu. Pravilan rad razvrtala ovisi od njegove konstrukcije, izrade i načina upotrebe (režimima rada).
U radu se susreće puno vrsta i veliki broj razvrtala. Dijele se prema konstrukciji zuba, vrsti materijala, načinu primjene, obliku obrađivane rupe, načinu pričvršćenja. Kod konusnih razvrtala javljaju se posebni uvjeti rezanja zbog njihove konstrukcije. Garnitura se u principu sastoji od 3 razvrtala:
- prvo razvrtalo služi za grubu obradu i ima stepeničaste bridove (zube);
- drugo razvrtalo ima sitne zube koji pri razvrtanju lome strugotinu i služi za finu obradu;
- treće ili završno razvrtalo ima ravne ili spiralne zube kontinuirano po cijeloj duljini brida i služi za najfiniju obradu.[4]

Svako razvrtalo razvrtava samo svojim prednjim koničnim dijelom zubaca, ostali cilindrični dio služi više kao vodilica i za zaglađivanje rupa. Dužina prednjega koničnog dijela zavisi o vrsti obrađivanog materijala te je za obradu u čeliku, i općenito u materijalima koji daju kontinuiranu strugotinu, kraća, da se izbjegne stvaranje preširoke strugotine, koja bi suviše opteretila alat i lako uzrokovala lom materijala. Veća dužina koničnog dijela inače osigurava bolje vođenje razvrtala te ono daje ljepše i čišće obrađenu površinu. Za ručna razvrtala uzima se dulji konični dio, i do jedne trećine od ukupne dužine zubaca. Za slijepe bušotine koje treba razvrtati sve do dna mora biti konični prednji dio posve kratak. Vrlo je važno da svi zupci režu jednako, što se može postići jedino strojnim oštrenjem alata. Nejednako rezanje i opterećivanje zubaca često su uzrok loma, a rupe ispadaju neokrugle i nečisto obrađene. Iza radnog koničnog dijela zubaca slijedi cilindrični dio, koji je samo na jednom dijelu dužine zaista cilindričan, jer se na stražnjem dijelu suzuje pod blagim nagibom ispod 1˚.
Broj zubaca je obično paran, što olakšava mjerenje promjera. Zubni razmak rado se izvodi nejednak jer to daje mirniji i čišći rad. Zupci mogu biti ravni, kosi ili u obliku zavojnice. Lakša izrada i mnogo lakše mjerenje važna je prednost ravnih zubaca. Za razvrtanje rupa s utorima povoljniji su kosi zupci jer nema opasnosti da se u utoru ukliješte. 
Prema HRN standardu zupci se izrađuju kao desnorezni a zavojnice kao lijevovojne. Lijevovojni zupci imaju prema ravnim zupcima i nedostataka: veće uzdužne (aksijalne) sile, kidanje strugotine manje je povoljno, a i odvod strugotine je nešto otežan. Broj zubaca iznosi od 6 do 10 za male i srednje promjere razvrtala, za veće promjere penje se i do 18. Što su sitniji zupci to se postiže čišća površina rupe. Prednji kut zubaca obično je 0˚, a stražnji od 4 do 8˚. Širina fazete iznosi od 0,2 do 0,3 mm. 
Razlikujemo razvrtala s krutim i s udesivim zupcima. Ovi posljednji daju se nakon istrošenja ponovo udesiti na prvobitni promjer. Nakon svakog razmicanja udesivih zubaca potrebno je razvrtalo kružno prebrusiti. Veća razvrtala za strojni rad imaju koničan držak, ručna i manja strojna razvrtala imaju cilindričan držak.